# ジャン・マルティノン
ジャン・フランシスク＝エチエンヌ・マルティノン（Jean Francisque-Étienne Martinon, 1910年1月10日 - 1976年3月1日）は、フランスの指揮者、作曲家である。

## 来歴
マルティノンは、1910年1月10日、リヨンに生まれた。パリ音楽院ではヴァイオリンを学び、ヴァンサン・ダンディ、アルベール・ルーセルに作曲、シャルル・ミュンシュとロジェ・デゾルミエールに指揮を師事。
ヴァイオリン奏者として出発するが、指揮者に転身、パリ音楽院管弦楽団、ボルドー交響楽団、コンセール・ラムルー、イスラエル・フィルハーモニー管弦楽団、デュッセルドルフ交響楽団などの首席指揮者などを歴任。1958年からはフリーランス。その後、1963年にはシカゴ交響楽団の音楽監督となるが、オーケストラとの相性は決して良くなかった。後年のインタビューで「アメリカでの苦渋に満ちた時代は思い出したくない」とコメントしているほどである。1968年からはフランス国立放送管弦楽団の音楽監督に就任し、フランス指揮界における重鎮として活躍したが、1976年3月1日、66歳という熟年期に他界した。

## 来日
来日は3回。1953年および1963年にNHK交響楽団、1970年には日本フィルハーモニー交響楽団に客演した。これらの演奏の中でも、ストラヴィンスキーの「春の祭典」などを指揮した演奏については、岩城宏之の著作の中でも紹介されている。

## 人物
ジャン・マルティノンの指揮は、明晰かつ力強さを持ち、ドビュッシーに代表されるフランス音楽を得意としていたが、自身ドイツ系アルザス人の血を引き、ドイツ音楽の解釈に対しても識者からの支持は高かったといわれる。日本でも、評論家の宇野功芳は早くから「（フランス人としては）例外的にドイツの構成力を身につけた人」と評していた。しかし、シカゴ交響楽団では同団が伝統的に得意とするドイツ音楽の比重を下げた（特にマーラーとブルックナーは最初に宣言して拒否した）ことが不評を招いた。
録音では、フランスものの評価が高く、手兵のフランス国立管弦楽団を指揮したドビュッシーの管弦楽曲全集、サン＝サーンスの交響曲全集、ベルリオーズの「幻想交響曲」（オーケストラは前身のフランス国立放送管弦楽団）、ラヴェル管弦楽曲全集（パリ管弦楽団）などが特に有名である。
作曲家としても多くの作品を残しており、弦楽四重奏曲、交響曲第4番「至高」は録音もある。